# Skuleberget
Skuleberget je kopec ve Švédsku, který se nachází v kraji Västernorrland nedaleko Kramforsu. Nadmořská výška vrcholu je 295 metrů a topografická prominence je 286 metrů. Skuleberget se vypíná na pobřeží Norrfjärdenu, který je výběžkem Botnického zálivu. Skálu tvoří žula rapakivi a vrchol pokrývá till. 
Skuleberget je výraznou dominantou pobřežní nížiny a nabízí daleké výhledy do krajiny. Po jeho úpatí prochází Evropská silnice E4. Na vrchol vede zajištěná cesta i sedačková lanová dráha, byl zde vybudován lyžařský areál. Nachází se zde také jeskyně Kungsgrottan, kde se údajně za starých časů skrývali loupežníci; tuto pověst zpracovala Kerstin Ekmanová v knize Rövarna i Skuleskogen. V roce 1732 vystoupil na vrchol Carl Linné. 
Skuleberget je součástí lokality Světového dědictví Höga kusten. Na počátku holocénu byl ostrovem v moři Mastogloia, pak došlo k postglaciálnímu vzestupu, který jej vyzvedl o více než dvě stě metrů a spojil s pevninou. Díky tomu je zde možno vidět nejvýše položenou pobřežní čáru na světě.
V roce 1969 byl Skuleberget vyhlášen přírodní rezervací o rozloze 224 hektarů. Kopec se vyznačuje příznivým mikroklimatem, které umožňuje růst teplomilné vegetace jako je lípa malolistá, líska obecná nebo kokořík vonný. V sousedství se nachází Národní park Skuleskogen. V turistické sezóně je pod kopcem otevřeno návštěvnické centrum s restaurací.
Od roku 1984 se zde koná letní hudební akce Skulefestivalen.